# Хрылевка
Хрылёвка — деревня в Конышёвском районе Курской области России. Входит в состав Прилепского сельсовета.

## География
Деревня находится на реке Платавка (левый приток Свапы), в 50 км от российско-украинской границы, в 70 км к северо-западу от Курска, в 9 км к юго-западу от районного центра — посёлка городского типа Конышёвка, в 9,5 км от центра сельсовета — деревня Прилепы.
Климат
Хрылёвка, как и весь район, расположена в поясе умеренно континентального климата с тёплым летом и относительно тёплой зимой (Dfb в классификации Кёппена).
Часовой пояс
Деревня Хрылёвка, как и вся Курская область, находится в часовой зоне МСК (московское время). Смещение применяемого времени относительно UTC составляет +3:00.

## Население
| 2002 | 2010 |
| ---- | ---- |
| 117  | ↘61  |

## Инфраструктура
Личное подсобное хозяйство. В деревне 111 домов.

## Транспорт
Хрылёвка находится в 55,5 км от автодороги федерального значения М2 «Крым» (Москва — Тула — Орёл — Курск — Белгород — граница с Украиной, с подъездами к Туле, Орлу, Курску, Белгороду и историко-архитектурному комплексу «Одинцово»), в 30 км от автодороги регионального значения 38К-038 (Фатеж — Дмитриев), в 8,5 км от автодороги 38К-005 (Конышёвка — Жигаево — 38К-038), в 3 км от автодороги 38К-023 (Льгов — Конышёвка), на автодорогe межмуниципального значения 38Н-729 (Ширково — Хрылёвка — Шустово), в 6 км от ближайшего ж/д остановочного пункта Марица (линия Навля — Льгов I).
В 159 км от аэропорта имени В. Г. Шухова (недалеко от Белгорода).